# Chứng đạo ca
Chứng đạo ca (zh. 證道歌, ja. shōdōka) nghĩa là "bài ca về sự trực nhận chân lý". Mang hai nghĩa sau:
1. Chỉ những bài ca tán tụng Chân như của các Thánh nhân khi thành đạo, đặc biệt là những vị Đại thành tựu
2. Một kiệt tác của Thiền sư Vĩnh Gia Huyền Giác, cũng được gọi là Tối thượng thừa Phật tính ca (最上乘佛性歌, ja. saijōjō busshō-ka). Tác phẩm này chứa đựng những khái niệm căn bản của Pháp bảo đàn kinh, của các bộ kinh thuộc hệ Bát-nhã-ba-la-mật-đa.
Ngay trong bài kệ đầu, Sư đã nhấn mạnh đến quan niệm trung tâm của Thiền tông (bản dịch của Trúc Thiên):
無明實性即佛性
幻化空身即法身
Vô minh thật tính tức Phật tính
Huyễn hoá không thân tức Pháp thân
Tính thật vô minh tức Phật tính,
thân không ảo hoá tức Pháp thân."
Câu "(Bản lai) Vô nhất vật", từ trước đến bây giờ chẳng có một vật – vốn đã có trong Pháp bảo đàn kinh – được nhắc lại hai lần trong bài ca này. Theo Sư, sự chứng ngộ chân lý xảy ra một cách bất thình lình (Đốn ngộ). Cùng với Tín tâm minh của Tam tổ Tăng XánChứng đạo ca là tác phẩm thiền nổi danh, được dịch sang rất nhiều thứ tiếng.